# Рамона (Оклахома)
Рамона (енгл. Ramona) град је у америчкој савезној држави Оклахома.

## Демографија
По попису из 2010. године број становника је 535, што је 29 (-5,1%) становника мање него 2000. године.
| Група             | 2000.       | 2010.       |
| Белци             | 409 (72,5%) | 410 (76,6%) |
| Афроамериканци    | 1 (0,2%)    | 5 (0,9%)    |
| Азијати           | 0 (0,0%)    | 1 (0,2%)    |
| Хиспаноамериканци | 7 (1,2%)    | 12 (2,2%)   |
| Укупно            | 564         | 535         |